# Imidazolidinylureum
Imidazolidinylureum is een conserveermiddel dat vaak wordt gebruikt in cosmetica. Het is een zogenaamde formaldehydedonor, een stof die langzaam formaldehyde vrijzet. De vrijzetting gebeurt bij een temperatuur boven 10°C, en versnelt bij hogere temperatuur en, in watergebaseerde producten, bij stijgende pH.

## Synthese
Imidazolidinylureum is een heterocyclisch derivaat van ureum. Het wordt geproduceerd door de condensatiereactie van allantoïne en formaldehyde in aanwezigheid van natriumhydroxide. Het reactieproduct wordt dan geneutraliseerd met geconcentreerd azijnzuur.

## Toepassing
Imidazolidinylureum is een van de meestgebruikte conserveermiddelen in cosmetica. De stof is o.a. aanwezig in shampoos, deodorants, bodylotions, hydraterende crèmes, oogschaduw, dag- en nachtcrèmes en zonneproducten. De stof is werkzaam tegen microben. Ze wordt vaak gecombineerd met parabenen, die vooral tegen schimmels effectief zijn, om zo een brede bescherming te bieden.
De concentratie in cosmetica is gewoonlijk 0,1 à 0,3 percent, maar kan soms tot 5% bedragen. In de Europese Unie is de maximum toegelaten concentratie 0,6%. De beperking is nodig aangezien formaldehyde een kankerverwekkende stof is, die ook een allergische huidreactie kan veroorzaken. Bij testen is gebleken dat imidazolidinylureum ook aanleiding kan geven tot allergische sensibilisatie; die kan zowel door de stof zelf als door het vrijgekomen formaldehyde veroorzaakt zijn.